# 二宮正己
二宮 正己（にのみや まさみ、1966年10月6日 - ）は、熊本県出身の元プロ野球選手（投手）。右投右打。

## 来歴・人物
熊本工業高では、エースとして1984年夏の県大会決勝に進出。しかし鎮西高の山野和明に本塁打を浴び、松崎秀昭に抑えられ敗退、甲子園出場を逸する。高校同期に中堅手で四番打者の井上真二、2学年下に当時からレギュラーの緒方耕一がいた。
1984年のプロ野球ドラフト会議で阪急ブレーブスから5位指名を受け入団。
シュートやフォークボールを武器に1988年から一軍で起用されるがあまり活躍の場はなく、1992年はウエスタン・リーグ最多勝を獲得するが12月に金銭トレードで中日ドラゴンズに移籍。
1993年は13試合に中継ぎで起用され2勝、翌1994年も14試合に登板するが、1995年には登板機会が減少、同年限りで現役を引退した。
引退後は、古巣オリックス・ブルーウェーブに戻り打撃投手を1年務める。
現在は、母校である熊本工業高が主催する野球教室にコーチとして参加している。

## 詳細情報

### 年度別投手成績
| 年 度     | 球 団           | 登 板 | 先 発 | 完 投 | 完 封 | 無 四 球 | 勝 利 | 敗 戦 | セ 丨 ブ | ホ 丨 ル ド | 勝 率 | 打 者 | 投 球 回 | 被 安 打 | 被 本 塁 打 | 与 四 球 | 敬 遠 | 与 死 球 | 奪 三 振 | 暴 投 | ボ 丨 ク | 失 点 | 自 責 点 | 防 御 率 | W H I P |
| --------- | --------------- | ----- | ----- | ----- | ----- | -------- | ----- | ----- | -------- | ----------- | ----- | ----- | -------- | -------- | ----------- | -------- | ----- | -------- | -------- | ----- | -------- | ----- | -------- | -------- | ------- |
| 1988      | 阪急 オリックス | 4     | 0     | 0     | 0     | 0        | 0     | 0     | 0        | --          | ----  | 24    | 4.2      | 7        | 1           | 4        | 0     | 0        | 1        | 0     | 0        | 4     | 4        | 7.71     | 2.36    |
| 1989      | 阪急 オリックス | 2     | 0     | 0     | 0     | 0        | 0     | 0     | 0        | --          | ----  | 16    | 2.2      | 6        | 1           | 3        | 0     | 0        | 0        | 0     | 0        | 4     | 4        | 13.50    | 3.38    |
| 1993      | 中日            | 13    | 0     | 0     | 0     | 0        | 2     | 0     | 0        | --          | 1.000 | 65    | 15.0     | 14       | 0           | 8        | 0     | 0        | 5        | 0     | 0        | 11    | 7        | 4.20     | 1.47    |
| 1994      | 中日            | 14    | 0     | 0     | 0     | 0        | 1     | 0     | 0        | --          | 1.000 | 77    | 18.0     | 24       | 1           | 3        | 1     | 0        | 6        | 0     | 0        | 8     | 8        | 4.00     | 1.50    |
| 1995      | 中日            | 1     | 0     | 0     | 0     | 0        | 0     | 0     | 0        | --          | ----  | 3     | 0.1      | 1        | 0           | 1        | 0     | 0        | 0        | 1     | 0        | 1     | 1        | 27.00    | 6.00    |
| 通算：5年 | 通算：5年       | 34    | 0     | 0     | 0     | 0        | 3     | 0     | 0        | --          | 1.000 | 185   | 40.2     | 52       | 3           | 19       | 1     | 0        | 12       | 1     | 0        | 28    | 24       | 5.31     | 1.75    |

- 阪急（阪急ブレーブス）は、1989年にオリックス（オリックス・ブレーブス）に球団名を変更

### 記録
- 初出場：1985年10月14日、対近鉄バファローズ26回戦（阪急西宮球場）、偵察要員として7番・左翼手で先発出場
- 初登板：1988年9月23日、対近鉄バファローズ23回戦（阪急西宮球場）、9回表に5番手として救援登板・完了、1回1失点
- 初奪三振：同上、9回表に真喜志康永から
- 初勝利：1993年8月15日、対読売ジャイアンツ18回戦（東京ドーム）、7回裏1死から4番手として救援登板、2/3回無失点

### 背番号
- 56 （1985年 - 1989年）
- 22 （1990年 - 1992年）
- 65 （1993年）
- 50 （1994年 - 1995年）
- 105 （1996年）